# Мистецтво України (біографічний довідник)
Мисте́цтво Украї́ни — біографічний довідник, присвячений митцям, що пов'язані з Україною. Довідник є значним джерелом, що надає короткі відомості про головних діячів різних видів мистецтва України, а також інших країн, творчість яких пов'язана з Україною.

## Загальні дані
Довідник видано українською мовою 1997 року видавництвом «Українська енциклопедія імені М. П. Бажана» за редакцією Анатолія Кудрицького. Упорядники Анатолій Кудрицький та Микола Лабінський.
Науково-консультаційна рада довідника:
- А. В. Кудрицький;
- І. М. Блюміна;
- І. Д. Гамкало;
- С. К. Кілессо;
- М. Г. Лабінський.

Обкладинка і художнє оформлення — Є. І. Муштенко.
Книжка — у твердій палітурці, об'ємом 700 сторінок.
Довідник видано при фінансовому сприянні Міжнародного фонду «Відродження». Частина коштів від реалізації довідника передана у благодійний фонд Книги Пам'яті України.
В основу довідника покладено видання «Митці України» та доповнено новими даними з інших джерел.

## Опис
До однотомника включено 6,5 тисяч статей — коротких біографічних довідок про українських митців, а також діячів культури інших народів, життя і діяльність яких пов'язані з Україною. У комплексі довідник через творчі біографії митців висвітлює історію українського мистецтва, усіх його жанрів і галузей, різних епох і часів. Розрахований на фахівців та широке коло читачів.